# Avenida Olegário Maciel (Rio de Janeiro)
A Avenida Olegário Maciel  é uma importante avenida do bairro da Barra da Tijuca, na Zona Oeste do município do Rio de Janeiro, no estado do Rio de Janeiro, no Brasil. Estende-se pela orla. Possui apenas 750 metros de extensão, porém possui diversos bares, clubes, boates e restaurantes e tem uma das maiores vidas noturnas da Barra da Tijuca.
A avenida é composta de prédios de alto padrão com no máximo 4 andares e vários bares e restaurantes de diversas redes.

## Topônimo
O seu nome atual homenageia o político mineiro Olegário Maciel (1855-1933), um dos líderes da Revolução de 1930, que conduziu Getúlio Vargas ao poder.